# Brist ut i tåreflod
Brist ut i tåreflod en psalmtext med 7 till 8 fyraradiga verser författade av Lars Thorstensson Nyberg (1720-1792). Psalmen sjungs till samma melodi som Du, som i Helgedomen Dig infunnit  alternativt som till O, JEsu kom til osz.  Melodin uppges ibland vara en finsk folkmelodi; 4/4, f-moll.

## Publicerad i
- Sions Sånger 1810 som nr 71 under rubriken "Om Jesu lidande."
- Christelig Sång-Bok 1826 mer allmänt kallad Syréens Sånger som nr 54 under tredje rubriken "Skapelsen, Uppehållelsen, försynen. Jesu Försonings-Lidande och Död."
- Sions Sånger 1951, som nr 10.
- Sions Sånger 1981 som nr 11 under rubriken "Från Getsemane till Golgata."
- Sions Sånger och Psalmer som nr 3